# اولده
شهر اولده (به آلمانی: Oelde) در ایالت نوردراین-وستفالن در کشور آلمان واقع شده‌است.